# 韓明澮 〜朝鮮王朝を導いた天才策士〜
『韓明澮 ～朝鮮王朝を導いた天才策士～』（ハン・ミョンフェ ちょうせんおうちょうをみちびいたてんさいさくし、原題：韓明澮、ハングル：한명회）は1994年に放送された韓国KBSのテレビドラマ。

## 概要
このドラマは李氏朝鮮王朝時代前期に実在した韓明澮（ハン・ミョンフェ）の活躍を描いた作品。

## 出演

### 主要人物
- 韓明澮（ハン・ミョンフェ）：イ・ドックァ
- 首陽大君（スヤンデグン）／世祖（セジョ）：ソ・インソク
- ナン（蘭）：イ・ウンギョン

### 王室
- 貞熹王后：ホン・ソミ
- 仁粋大妃：キム・ヨンナン
- 廃妃尹氏：チャン・ソヒ
- 燕山君：イ・ミヌ

### 朝廷
- 金宗瑞：イム・ドンジン

### ミョンフェの家族
- ハン・ミョンフェの妻・閔氏：イ・ドッキ